# Villa Boléro
La villa Boléro est une voie du 19e arrondissement de Paris, en France.

## Situation et accès
La villa Boléro est une voie privée située dans le 19e arrondissement de Paris. Elle débute au 5, rue Joseph-Kosma et se termine en impasse.

## Origine du nom
Cette voie porte le nom d'une danse et d'un air espagnols de la fin du XVIIIe siècle : le boléro.

## Historique
La voie est créée dans le cadre du lotissement du parc des Musiciens, situé sur l'ancien terrain de l'Office central pharmaceutique, sous le nom provisoire de « voie DU/19 » et prend sa dénomination actuelle par arrêté municipal du 27 mai 1997.